# Berni főpályaudvar
Berni főpályaudvar vasútállomás Svájc fővárosában, Bernben. A főpályaudvarról (Hauptbahnhof Bern) indulnak a svájci vasúttársaság (SBB-CFF-FFS) járatai Németországba és Olaszországba, valamint belföldre, például Zürich, Bázel, Luzern, Lausanne, Genf és Brig irányába. A városi S-Bahn hálózat fő csomópontja is a főpályaudvar.

## Vasútvonalak
Az állomást az alábbi vasútvonalak érintik:
- Lötschberg-vasútvonal
- Mattstetten–Rothrist nagysebességű vasútvonal
- Bern–Neuenburg-vasútvonal
- Thun–Bern-vasútvonal
- Bern–Luzern-vasútvonal
- Bern–Thun-vasútvonal
- Biel/Bienne–Bern-vasútvonal
- Lausanne–Bern-vasútvonal
- Olten–Bern-vasútvonal
- Zollikofen–Bern-vasútvonal
- Bern-Schwarzenburg-vasútvonal

## Kapcsolódó állomások
A vasútállomáshoz az alábbi állomások vannak a legközelebb:
- Bern Europaplatz SBB station (Friburgo vasútállomás, Lausanne–Bern-vasútvonal, S1)
- Bern Wankdorf railway station (Thun vasútállomás, Bern–Thun-vasútvonal, S1)
- Bern Europaplatz SBB station (Laupen vasútállomás, S2)
- Bern Wankdorf railway station (Langnau im Emmental vasútállomás, S2)
- Bern Europaplatz BLS station (Belp vasútállomás, S3, S31, Thun–Bern-vasútvonal)
- Bern Wankdorf railway station (Biel/Bienne vasútállomás, Mattstetten–Rothrist nagysebességű vasútvonal, Biel/Bienne–Bern-vasútvonal, Olten–Bern-vasútvonal, Bern–Luzern-vasútvonal, S31, S3)
- Belp vasútállomás (Thun vasútállomás, S4, S44)
- Bern Wankdorf railway station (Langnau im Emmental vasútállomás, Thun–Bern-vasútvonal, S4)
- Bern Wankdorf railway station (Sumiswald-Grünen railway station, Soleura vasútállomás, S44)
- Bern Stöckacker railway station (Neuchâtel vasútállomás, Payerne vasútállomás, Bern–Neuenburg-vasútvonal, S5)
- Bern Stöckacker railway station (Ins railway station, S52)
- Bern Europaplatz BLS station (Schwarzenburg railway station, Bern-Schwarzenburg-vasútvonal, S6)
- Worblaufen railway station (Worb Dorf railway station, S7)
- Worblaufen railway station (Jegenstorf railway station, S8)
- Bern Felsenau railway station (Unterzollikofen railway station, Zollikofen–Bern-vasútvonal, S9)
- Bern Stöckacker railway station (Bern Brünnen Westside railway station, S51)
- Düdingen railway station (Broc-Chocolaterie railway station, Lausanne–Bern-vasútvonal, RE2)
- Friburgo vasútállomás (Ginebra-Aeropuerto vasútállomás, IC 1)
- Zürich Hauptbahnhof (San Galo vasútállomás, IC 1)
- Olten vasútállomás (Basel Hauptbahnhof, IC 6, IC 61)
- Thun vasútállomás (Brig vasútállomás, IC 6, IC 8)
- Zürich Hauptbahnhof (Romanshorn vasútállomás, IC 8, IC 81)
- Thun vasútállomás (Interlaken Ost vasútállomás, IC 61, IC 81)

## Forgalom

### Távolsági járatok
- EC Basel – Olten – Bern – Visp – Brig – Domodossola – Milano
- ICE Interlaken Ost – Bern – Olten – Basel – Frankfurt am Main – Berlin
- IC Genève Aéroport – Lausanne – Bern – Zürich – St. Gallen
- IC Brig – Visp – / Interlaken Ost – Bern – Olten – Basel
- IC Brig – Visp – Bern – Zürich – Romanshorn
- IR Genève Aéroport – Lausanne – Bern – Sursee – Luzern
- IR Bern – Langenthal – Olten – Zürich – Schaffhausen
- IR Bern – Olten – Aarau – Brugg – Baden – Zürich
- IR Bern – Langenthal – Olten
- RE Bern – Lyss – Biel/Bienne
- RE Bern – Münsingen – Spiez – Zweisimmen / – Kandersteg – Brig
- RE Bern – Konolfingen – Wolhusen – Luzern
- RE Bern – Kerzers – Neuchâtel
- RE Bern – Jegenstorf – Solothurn (keskeny nyomtávolság)

### S-Bahn
- S 1 Fribourg–Flamatt–Bern–Münsingen–Thun
- S 2 Laupen–Flamatt–Bern–Konolfingen–Langnau
- S 3 Biel/Bienne–Bern–Belp
- S 31 Supplements the S3 on Mondays to Fridays in the Biel/Bienne-Münchenbuchsee–Belp section (since 11 December 2011)
- S 4 Langnau–Burgdorf–Zollikofen–Bern–Belp–Thun
- S 44 Sumiswald-Grünen–Ramsei–/(Solothurn–) Wiler–* Burgdorf–Bern Wankdorf–Bern–Belp–Thun
- S 5 Bern–Kerzers–Neuchâtel/Murten (–Avenches–Payerne)
- S 51 Bern–Bümpliz Nord–Brünnen
- S 52 Bern–Rosshäussern–Kerzers (–Ins–Neuchâtel)
- S 6 Bern–Schwarzenburg
- S 7 Bern–Worblaufen–Bolligen–Worb Dorf
- S 8 Bern–Zollikofen–Jegenstorf
- S 9 Bern–Worblaufen–Unterzollikofen